# Tomáš Fassati
Tomáš Fassati (22. února 1952, Praha – 11. června 2025, Praha) byl český teoretik vizuální komunikace, umění a fotografie, vysokoškolský pedagog, kurátor, galerista, publicista, fotograf, kameraman, režisér a odborný manažer. Zabýval se teorií vizuální komunikace ve veřejném prostoru v komplexní vazbě na interakci člověka, designu, architektury a ergonomie. 
V rámci International Institute for Information Design byl v 90. létech 20. století průkopníkem výzkumu praktické globální vizuální komunikace a metod výuky druhé gramotnosti. Je například autorem učebnice Practical visual communication, která vyšla také v češtině, nebo prvního česko-anglického slovníku vizuální komunikace.

## Životopis
V letech 1972–1977 absolvoval FAMU v Praze. V letech 1978–1981 byl režisérem a kameramanem Československé televize v Banské Bystrici, kde pak v letech 1981–1985 založil a vedl fotografickou Galérii F. V ní zorganizoval řadu významných výstav a sympozií o teorii fotografie a dokumentární fotografii. Od roku 1983 vedl teoretický seminář na Institutu výtvarné fotografie Svazu českých fotografů v Praze, v letech 1990–1993 pedagogicky působil na Institutu tvůrčí fotografie Slezské univerzity v Opavě. Mimo jiné sestavil podrobný soupis aktivit zakladatele Katedry fotografie FAMU prof. Jána Šmoka. V letech 1992–1998 vystudoval společenské vědy na Filosofické fakultě Univerzity Karlovy v Praze. Po roce 2000 byl pozván k výuce na Vysoké škole uměleckoprůmyslové v Praze a později na Fakultě architektury ČVUT. Krátce také přednášel na Filozofické fakultě UK Praha a na UJEP v Ústí nad Labem. V roce 2015 na VŠUP obhájil habilitační práci na téma metody výuky o interakci lidského organismu, designu a architektury, od dalšího řízení však na protest proti vnímání ergonomické vědy ustoupil. 
Fassati byl autorem řady odborných publikací, výstav, stálých expozic a organizátorem sympozií. Je rovněž autorem několika průmyslových vzorů oblasti praktické vizuální komunikace. Redigoval řadu odborných periodik (Galéria, Angelma, Artsystem, Muzeum, umění a společnost, Česká ergonomie, Design 4.0 – Mezičas ad.). Zabýval se také fotografováním, audiovizuální tvorbou, navrhováním interiérů, designu včetně grafického nebo oděvů. 
Soustředil se na vědecký a umělecký výzkum nebo vzdělávání podporující hlubší rozvoj osobnosti. Jeho práce se zabývaly postavením v českém prostředí málo etablovaných oborů fotografie (70. – 80. léta 20. stol.), globální vizuální komunikací (90. léta), designem a human factors (od roku 2000).

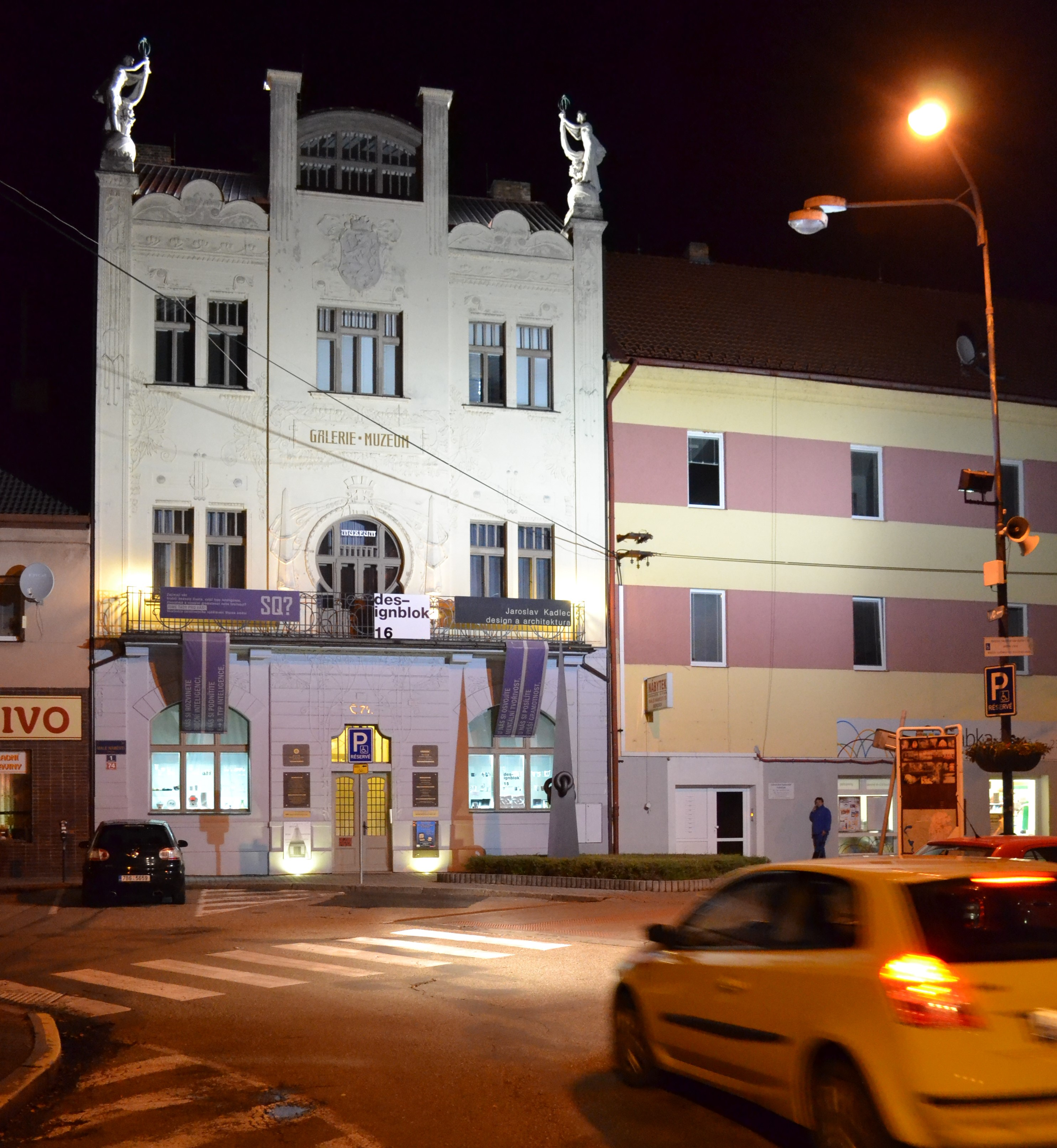
Muzeum umění a designu Benešov, ve kterém Fassati působil od založení 1990 do roku 2017

### Muzeum umění a designu Benešov
Roku 1990 založil společně se svou ženou Annou v Benešově u Prahy Muzeum umění a designu jako projekt, kde pomocí umění byla vzdělávací činnost zaměřena na významné oblasti života – společenské vztahy, duchovní rozměr jedince a životní prostředí. V muzeu se za čtvrtstoletí podařilo shromáždit rozsáhlé sbírky volného umění včetně fotografie i videa a také kolekce užité tvorby. Ke zprostředkování umění veřejnosti byly programově vedle tradičních metod používány alternativní a návštěvnické laboratoře. Projekt se dařilo rozvíjet dvacet pět let, nejvýraznějším obdobím byla léta 2010–2015, což potvrzují mnohé reakce odborné veřejnosti. V roce 2017 došlo po nečekaném převratu na radnici zřizovatele, který podobně jako u Galérie F proběhl s podporou komunistů, k jeho ukončení.

### Další odborná činnost
Během svého života založil několik knihoven a další podporoval. První byla odborná knihovna Galérie F v Banské Bystrici (1980), která byla komunisty zlikvidována roku 1986 a její část se podařilo zachránit řediteli Galerie 4 z Chebu. Další v pořadí byla knihovna Muzea umění a designu Benešov (1990), v níž vytvořil v ČR ojedinělý fond literatury vztahující se k informačnímu designu a vizuální gramotnosti. Po roce 2000 se podílel na záchraně knižního fondu z rušené laboratoře ergonomie VŠUP ve Zlíně. Nezávisle na tom založil na Fakultě architektury ČVUT odbornou knihovnu ergonomie a designu (2017). Aktivací sponzorů podporoval také rozvoj nové klášterní knihovny u středočeských Nahorub.
Fassati stál také koncem 10. let 21. století u základů českého vzdělávání v ergonomii, který byl vytvořen vědeckou společností pro ergonomii (ČES) a Výzkumným ústavem bezpečnosti práce Praha (VÚBP). Patřil k prvním zkušebním komisařům profesní specializace Ergonom. V roce 2019 obdržel v Masarykově ústavu VS ČVUT od vědecké společnosti pro ergonomii (ČES) uznání za celoživotní vědecký přínos.
Byl dále činný např. v organizačním výboru mezinárodního Bienále Brno a mezinárodního televizního festivalu Zlatá Praha, v Evropském kulturním klubu Praha, výboru české odbočky IIID, předsednictvu vědecké společnosti pro ergonomii (ČES), Etickém fóru ČR, Akademii designu ČR, poradním sboru ministra kultury pro muzea umění, prvním sboru hodnotitelů systému RUV českých vysokých uměleckých škol atd.

### Audiovizuální tvorba
Tomáš Fassati se věnoval také audiovizuální tvorbě. Jeho práce jsou zastoupeny například ve sbírkách Uměleckoprůmyslového muzea v Praze, Moravské galerie v Brně, Slovenské národní galerie v Bratislavě nebo ve Zlatém fondu Národního muzea fotografie.

#### Výběr z audiovizuální tvorby
- Pokoření (hraný diafilm), režie, kamera. Produkce: Dia-film Praha, 1971
- Lázně Bělohrad (filmový dokument), kamera, režie. Produkce: Studio 7, Praha, 1973
- Muž ze Sing-singu (televizní inscenace), hlavní kameraman. Produkce: FAMU Praha, 1976
- Fotografie slouží životu (filmový dokument), scénář, kamera, režie. Produkce: Čs. televize, 1980
- Praha 80 (polyekran), scénář, režie, kamera. Produkce: Útvar hlavního architekta, Praha, 1981
- Benešovský víkend (filmový dokument), námět. Produkce: Město Benešov, 1995
- Šumný Benešov (filmový dokument), námět, odborný poradce. Produkce: Česká televize, Praha, 2002

### Veřejně prospěšná činnost
Tomáš Fassati se společně s manželkou věnoval řadě veřejně prospěšných činností, jako byla např. výsadba sídlištního arboreta s více než stovkou stromů v Rudlové-Sásové (Banská Bystrica) nebo návrh a realizace dětského hřiště s několika desítkami herních objektů v 80. létech 20. století tamtéž. Od roku 1990 vykonával Tomáš Fassati 25 let čestnou funkci přísedícího benešovského soudu.

### Osobní postoje
Pro Fassatiho odborné i veřejné působení bylo vždy charakteristické vymezování se vůči povrchnímu materialismu, jehož extrémním projevem byl komunismus. Ministr obrany proto roku 2021 ocenil jeho celoživotní protikomunistické postoje zápisem do seznamu dvou tisíc účastníků českého 3. odboje (s důrazem na jeho aktivity v banskobystrické Galérii F během totality). Paradoxně i po revoluci se komunistická strana podepsala svou podporou politických odpůrců na likvidaci kvalitního programu jím založeného Muzea umění a designu. Fassati se vyjádřil, že si cení neformálních ocenění, jakými bylo například nepřátelství komunistů vůči svobodnému jednání Galerie F, vedoucí k její likvidaci (1985), důtka tajemníka města Benešov za veřejné šíření ekologických informací o zásadní zdravotní škodlivosti azbestu (2000) nebo podpora KSČM při politickém útoku na společensky přínosnou koncepci činnosti Muzea umění a designu Benešov (2017).

## Ocenění
- Ocenění Knihovny uměleckoprůmyslového muzea v Praze za přínos pro rozvoj fondu odborných publikací (2005)
- Čestná medaile Města Benešov udělená starostou města (Ing. Kouba) za založení a rozvoj muzea umění (2007)
- Nominace starostou města (Ing. Hlavnička) na regionální ocenění "Blanický rytíř" (2012)
- Mimořádné uznání Českého institutu informačního designu (pobočka International Institute for Information Design Wien) za průkopnickou výzkumnou a publikační činnost pro etablování oboru vizuální gramatiky a podporu vzdělávání druhé gramotnosti v českém prostředí (2015)[22]
- Mimořádné profesní uznání Rady galerií ČR za obětavou, systematickou práci při založení a vedení ústavu a tvorbě rozsáhlé sbírky českého umění a mezinárodního designu (2017)[23]
- Uznání vědecké společnosti pro ergonomii za celoživotní přínos při výzkumu, pedagogickém působení a podpoře etablování oboru (2019)[24]
- Uznání za účast ve 3. odboji v rámci činnosti banskobystrické Galérie F[21]
- Navržen mezi nominace "Osobnost fotografie" – ocenění za celoživotní přínos oboru (2022)[25]

## Encyklopedické práce
Fassati jako vysokoškolský pedagog byl také encyklopedistou. V 90. letech přispěl základními hesly o vizuální komunikaci do české encyklopedie Universum, zpracoval řadu hesel do bedekrů Česká republika – moderní architektura a Za architekturou Benešovska. Byl editorem Encyklopedických listů - ergonomie + umění + design. Pro wikipedii zpracoval v týmu Institutu inteligentního designu i nezávisle řadu hesel o osobnostech, institucích a odborných pojmech.